# 日本人智学協会
日本人智学協会（にほんじんちがくきょうかい）とは、高橋巖を中心とするメンバーによって1985年に設立された日本の会員組織。この協会はスイスのドルナハに本部を置く普遍アントロポゾフィー協会（ゲーテアヌム）の日本支部ではなく、日本土着の組織である。
| サブスタブ | この項目は、まだ閲覧者の調べものの参照としては役立たない、書きかけの項目です。この項目を加筆・訂正などしてくださる協力者を求めています。このテンプレートは分野別のサブスタブテンプレートやスタブテンプレート（Wikipedia:分野別のスタブテンプレート参照）に変更することが望まれています。 |